# Trattbägare

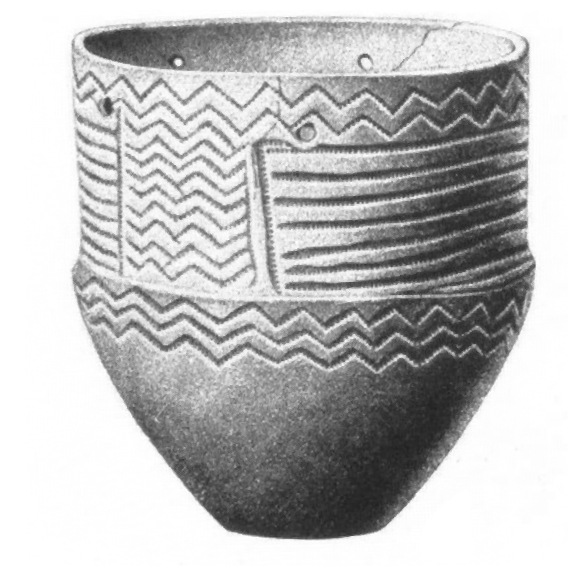
Trattbägare från Skåne.

Trattbägare är trattformade bägare av keramik från tidigneolitikum och mellanneolitikum. Trattbägarkulturen har fått sitt namn efter trattbägaren som är karaktäristisk för denna kultur. Den typiska trattformen var troligtvis ett försök att efterlikna behållare av läder och trä, exempelvis skinnsäckar.
Den vanligaste dekorationsmetoden var snör-ornering.
Bägarna kunde ha rund eller flat botten och variera avsevärt i storlek.